# Schwerin

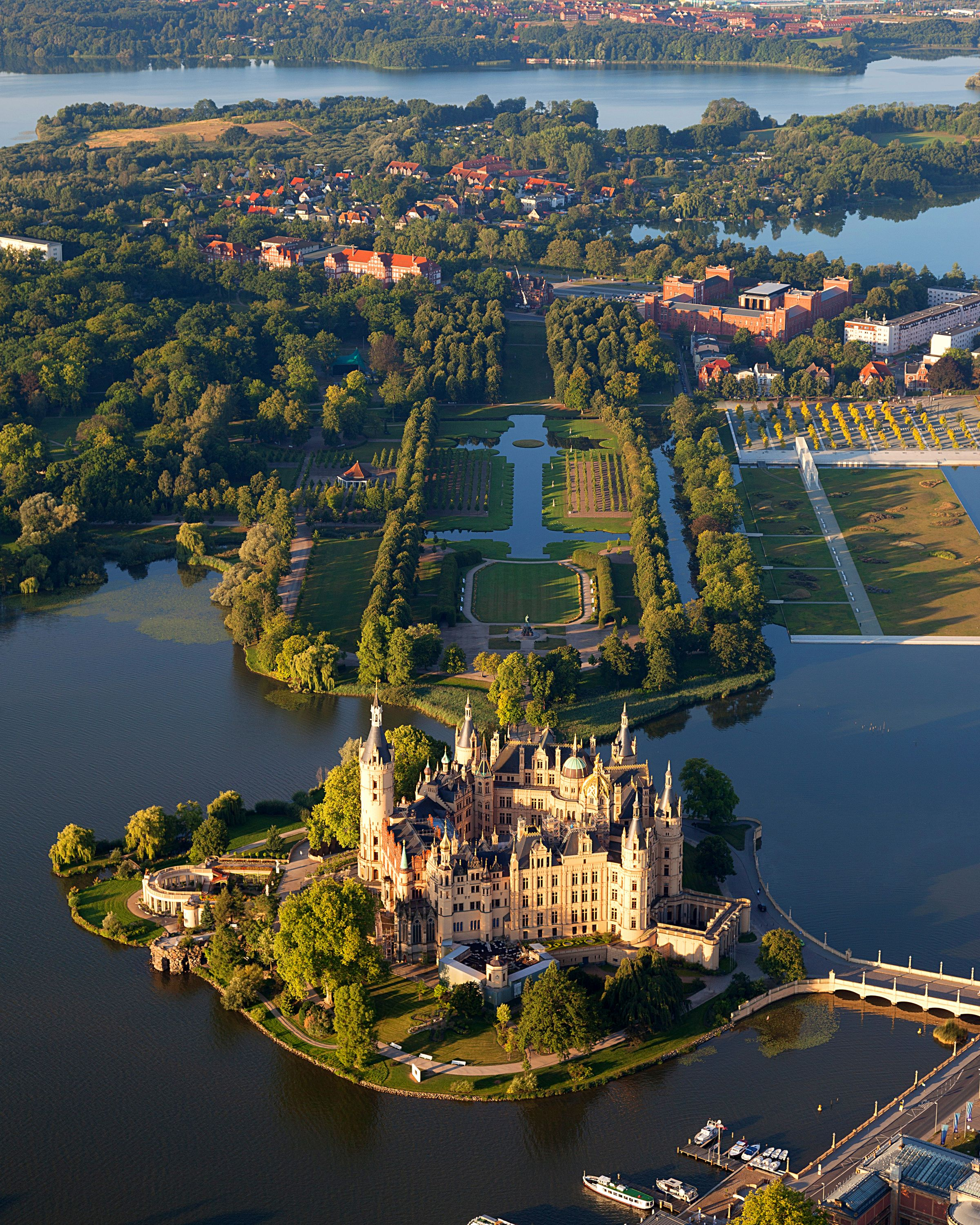

Schwerin é uma cidade da Alemanha, capital do Estado (Bundesland) de Mecklemburgo-Pomerânia Ocidental. Com 96 542 habitantes (30 de Junho de 2006), a cidade é a menor das capitais estaduais; sua área é de 130,46 km² e a densidade demográfica, de 740 habitantes por quilômetro quadrado. 
Schwerin é a sede da orquestra alemã Mecklenburgische Staatskapelle.
Schwerin é uma cidade independente (Kreisfreie Städte) ou distrito urbano (Stadtkreis), ou seja, possui estatuto de distrito (kreis).